# 魔法少女?なりあ☆がーるず
『魔法少女？なりあ☆がーるず』（まほうしょうじょ なりあがーるず）は、2016年7月から9月まで放送されたテレビアニメ。

## 概要
石ダテコー太郎が『みならいディーバ（※生アニメ）』（2014年）に引き続きユーザー参加型の「生放送アニメ」として作る。制作ツールは「きぐるみライブアニメーター・KiLA」を使用した初のテレビアニメ作品となる。テレビアニメは10分枠のショートアニメ。
ジャンル的には一応「魔法少女アニメ」となっている。
生放送がメインでありつつ2日間で編集して納品して地上波で放送するという実験的なスタイルで現場でのハプニングも含めたドタバタも視聴者に楽しんでもらうバラエティ的な作品となっている。
石ダテの立ち上げた会社バウンスィのメンバーがフル参加する。
本編には一切登場しないがCMでは『てーきゅう』の高宮なすの（声 - 鳴海杏子）がコラボ出演している。
最終回後の2016年9月25日にはEX THEATER ROPPONGIで打ち上げトークイベント『なりあ☆がーるずの生で打ち上げもしちゃうさま』を開催。メインの深川芹亜、古賀葵、桑原由気、石ダテコー太郎、Hajimeの他、西明日香がゲスト出演。2017年6月11日に第2回イベント『なりあ☆がーるずの生で有終の美を飾るさま』を開催。出演は深川芹亜、古賀葵、桑原由気、ゲストは昼の部が明坂聡美、夜の部が阿澄佳奈。

### なりあ☆がーるずの生でアニメをつくるさま
ニコニコ生放送で『なりあ☆がーるずの生でアニメをつくるさま』（略称は『アニさま』）としてメイキングを生放送し、それを編集し地上波で放送される作品が『魔法少女?なりあ☆がーるず』となる。ニコニコ生放送では連続して『なりあ☆がーるずの生でラジオもつくるさま』を配信する。アニさま第4回からビリビリ動画、第5回からFRESH! by AbemaTVでも生放送を開始し、日中3大WEBプラットフォームでの同時生放送となった。
基本構成は、前回の感想、はなびの今回の収録予定内容の説明、うららの前説、前半の日常（アドリブ）パート、後半の魔獣の攻撃（エチュード）パート、変身の名乗りと必殺技名、の順で撮影される。回を追うに連れ、はなびの雑な振り、前説でのハイパーワイパーうららタイム、無理無理小芝居からのY締めなどの定番のフレーズがいくつも誕生している。本編のストーリーやゲスト出演パートは別撮りとなっており、中盤以降はナレーションだけではなくシリアス部分や尺を補うシーンなどもアニさまとは別日に撮影されている。大胆な編集をされることも多く回によっては全てカットになったパートもある。
アニさま第4回放送では音声がズレたまま放送され、生放送中に一旦中断するという放送トラブルが発生した。配信されたアーカイブ動画では音ズレは修正されている。

### 慣性式モーションキャプチャー『KiLA』
『KiLA』（きぐるみライブアニメーター）では「30分アニメ1-2話分程度の予算で1クール（12話分）の番組の製作が可能」という触れ込みで、NOITOMが開発した『PERCEPTION NEURON』で、1セット20万円ほど3人同時使用でも60万円程度の機材で製作が可能。PERCEPTION NEURONでは、ジャイロスコープ、加速度計、磁力計の機能を持つIMU（慣性計測装置）を32個使用し、センサーの動きを検出する慣性式モーションキャプチャーを採用している。
ただし、慣性式モーションキャプチャーの欠点として、絶対位置を観測して固定する機械はないため時間が経つと実際のキャストの立ち位置と画面上のキャラクターの位置がずれていく欠点があり、定期的に位置情報をリセットするキャリブレーションを行う必要がある。
また、各種センサー類は身体にマジックテープで固定されており、装着する人間の手足の挙動如何では他部位との衝突等に伴う固定の不完全・不安定化からの脱落といったトラブルも生じている。『アニさま』第9回でははなびのケーブルコネクタが抜けたり、第10回ではゲスト声優の明坂聡美のセンサー用バッテリが脱落するといった事態も発生している。

## あらすじ

### イントロダクション
人気者になる事を目指してうらら達が作っている手作りアニメで、その際に選ばれた設定が「魔法少女もの」だった。そのため第2話からのOPイントロの小芝居となっている。

### 作品ストーリー
うらら達は謎の生物・アニまるに自分達の世界を助けて欲しいといわれる夢をみる。その彼女たちの前に突如怪人が出現、夢の中に出てきたアニまるが現実に現れ変身アイテムを渡され、伝説の戦士なりあ☆がーるずに変身する。更にナリアのパワーを集めるためにアイドルもすることに。

## 登場キャラクター

### メインキャラクター
うらら
声 - 深川芹亜
ピンク髪ショートキャラ。センターポジション。母親は幼い頃に死別したと聞かされており、祖母に育てられた設定。イメージカラーはピンク（赤）。
設定上は天然・天真爛漫キャラポジション担当であったが、はなびがそれ以上の天然っぷりをみせるためキャラが迷走する。「うら男」という裏キャラも生み出し、魔獣の攻撃を受けた際は主にこちらのキャラが現れる。
ナリアのシンボルはピンクのハート。武器はステッキ。第1話で酷い花粉症に苛まれている事がわかる。
はなび
声 - 古賀葵
金髪・貧乳・ツインテールという属性のキャラ。あだ名はボンバー☆はなげ。イメージカラーは水色（青）。
進行・ツッコミ役を役割上は担当するものの、よくテンぱり人のボケに更に被せるなど天然キャラを発揮する。9話以降は必殺（テッパン）ネタが板東英二に偏る傾向がある。
ナリアのシンボルはイエローのダイヤ。武器は剣。
いなほ
声 - 桑原由気
黒髪・巨乳属性キャラ。頭もよくお金持ちのお嬢様。メガネをかけることがある。イメージカラーは紫。
当初オッパイを強調するなどセクハラ発言が多かったが、後半は（2人が知らないほどのマニアックなものも含む）芸人ネタを多用する。
ナリアのシンボルはパープルのカボション（楕円）。武器は弓。
アニまる
声 - 石ダテコー太郎
ナリアディア王国から来た白い生物。
基本的にはストーリー上必要な台詞以外は極力カットされる。ボイスエフェクトを使用していたが、『アニさま』1話で、中の人本人の地声とダブって発声される事が判明したため、別録りのアニメ本編での使用は続行されたが、『アニサマ』2話以降と、『ラジさま』では省略された。

### ゲスト
ゲスト声優は別撮りで収録されている。

#### ゲスト魔獣
以前に石ダテコー太郎が制作に参加する他の作品に出演経験がある声優が担当している。
ピンクの魔獣
声 - 三森すずこ
第2話ゲスト。元『gdgd妖精s』ピクピク役。語尾が「ピク」。「二股男の修羅場」というお題を出す。
アイドルの魔獣
声 - 大橋彩香
第3話ゲスト。元『てさぐれ!部活もの』田中心春役。語尾が「へごー」。「ブラック芸能事務所の社長とインチキ占い師と新人アイドル」というお題を出す。本編では30秒しか使用されなかったが収録は8分以上も喋っていた。
スポーツの魔獣
声 - 鈴木達央
第4話ゲスト。元『キュートランスフォーマー』ロックダウン役。語尾が「スポー」。イケメンの転校生になって学園に潜入し、「クセの強いお父さんに結婚のあいさつをしに来たおっぱい星人の彼氏になってしまう」というお題を出す。最後に『ファイナルファンタジーXV』の宣伝をしながら散った。
ぶりっ子の魔獣
声 - 山本希望
第5話ゲスト。元『みならいディーバ（※生アニメ）』春音ウイ役。語尾が「ウイ」。新人女優「まじゅうざき ういか」として現れ、「奥さんを高性能メイドロボットだと偽って売りつけようとする訪問販売の詐欺師と、妖しいなと思いつつメイドのおっぱいが気になって断りきれないピュアボーイ」というお題を出す。
（中途半端な）田舎の魔獣
声 - 杉田智和
第6話ゲスト。元『キュートランスフォーマー』スタースクリーム役。語尾が「ズラ」。「変わり者の彼女との初デートで世話焼きのおばあちゃんの幽霊が孫の前に現れてあれこれお節介を焼く状況」というお題を出す。
魔獣の造形がどことなく銀魂の銀さんに似せてデザインされていた。
メイドの魔獣
声 - 西明日香
第7話ゲスト。元『直球表題ロボットアニメ』フジイ役、『てさぐれ!部活もの』鈴木結愛役。語尾が「だじょ」。いなほの別荘のメイド「フジイ」であったが、実は魔獣であった。最後にソロデビュー告知をして散った。
第7話は『アニさま』で「久々に別荘に行ったらそこに知らない人が住んでいて、その人と揉めていたら、さらに誰かが内見にやってくるというデリケートな状況」と「ビーチでカップルが凝ったプロポーズをしようとするが失敗したポンコツ彼氏と、言葉の端々から彼氏への文句ばかり思い出す彼女、そしてその揉めてる所にやってきてどっちでもいいから食おうとする両刀使いのチャラ男という設定」の2つのお題が出され、前者が本編で採用された。
（ニセ）魔法少女の魔獣
声 - 小松未可子
第8話ゲスト。元『てさぐれ!部活もの すぴんおふ プルプルんシャルムと遊ぼう』宇佐美陽菜役。語尾は「こし」。うらら達のクラスメイトの「ゆきの うさぎ」で、4人目の魔法少女だと明かすが、実は魔獣だった。「早く目の前の敵と戦いたい魔法少女と、こんなタイミングでいろんなことが心配になり始める魔法少女と、ふと自分が男であることに気がついて魔法少女の姿にゾクゾクしている変態」というお題を出す。
ひとりぼッチの猿の魔獣
声 - 鈴村健一
第9話ゲスト。元『はんそくモンチッチーズ』らんちっち役。うららが悩んでいるときに出会った魔獣。紫の背広を着ており右手親指を噛んでいる。群れるのが嫌いで魔獣として生まれたが誰かに必要とされている気もせず何のために生きているのかわからなくなっている。うららの相談に乗っていたが氷の女王のために働くことに決め、「スーパーで万引きした女の子を店長が捕まえて問い詰めていたら、謝罪に来た父親が店長の元カレでギクシャクした状況」というお題を出す。
キノコ狩りの魔獣 / ナスターシャ佐藤
声 - 明坂聡美
第10話ゲスト。元『gdgd妖精s』コロコロ役、元『てさぐれ!部活もの』佐藤陽菜役。ニッポンドームのライブを取り仕切るプロデューサーのナスターシャ佐藤として登場。予定ではライブでチャージされるはずだったナリアのパワーを、女王の冬のナリアのエネルギーとして転送していた。
声優事務所マネージャーがノリノリだったこともあり、『アニさま』『ラジさま』第10回で生共演をしている。
冬将軍
声 - 保志総一朗
第11話ゲスト。元『キュートランスフォーマー』トラックス役。アイキャッチのBGMが『トランスフォーマー コンボイの謎』になっている。氷の女王の側近で、第1話登場のナリアディア王子の双子の弟（という裏設定をバラした）。『ペルソナ5』の宣伝をしながら散る。
第11話は『アニさま』で「コミカルな総長が出来の悪い下っ端たちに振り回されている弱小レディースチーム」と「ライバル不動産屋の2業者に物件のプレゼンを受ける滅茶苦茶ノリのいい人」の2つのお題が出され、前者が本編で採用された。
氷の女王
声 - 阿澄佳奈
第12話ゲスト。元『僕の妹は「大阪おかん」』石原浪花役。願いを叶えたために氷の女王となったが、最終決戦でうららに倒されたことで正気を取り戻し息を引き取る。
お母さん
幼い頃に亡くなったとされるうららの母。ナリアの強力な触媒になる血筋で、現在は氷の女王となっている。実はナリアの願いにより死産だったうららの身代りになっていた。魔獣たちはうららの好きなものがモチーフとなっていた。

#### その他
王子
声 - 三苫紘平
スクールカーストの高そうな女生徒トリオ
声 - 木下鈴奈、宮世真理子
第3話に登場。主人公たちの学友の、いかにもスクールカーストの頂点にいそうなお嬢様とその取り巻き風の女生徒トリオ。冷やかし目的で主人公たちのステージ公演に足を運ぶが、懸命に奮闘する主人公たちの姿に感銘。妨害を受ける主人公たちを庇おうとする。
おばあちゃん
声 - 宮世真理子
第6話に登場。うららの祖母。亡くなった後にうららの母親が生きている事を手紙に残す。
お父さん
声 - 髙橋聡之
第1話及び第11話登場。うららの父親。うららには母のことはほとんど話さない。だが魔法少女となったことを知り、うららが実は死産だったことや、祖母に聞いた母のことを教える。主人公サイドよりも長い台詞を持ち、棒読み台詞がネタにもされた。

## スタッフ
- 監督・シリーズ構成 - 石ダテコー太郎
- 脚本 - 山口正武、髙橋聡之、平間邦修
- 演出 - 山本太蔵
- キャラクターデザイン・美術・色彩設計・原画 - 味噌山おかず
- KiLA監督 - cort
- MMD監督 - ポンポコP
- 音楽 - 井上純一、Hajime
- 音響制作 - ポニーキャニオンエンタープライズ
- プロデューサー - 後藤裕、西矢泰之、小菅敬至
- アシスタントプロデューサー - 安野文左衣
- 生放送アニメシステム - KiLA
- 原作・アニメーション制作 - バウンスィ
- 製作 - なりあ☆がーるず製作委員会

## 主題歌
主題歌「We are なりあ☆がーるず」
作詞・作曲 - 井上純一 / 編曲 - Hajime / 歌 - なりあ☆がーるず
エンディングテーマ「めざせ！国民的キャラ」
作詞・作曲 - 井上純一 / 編曲 - Hajime / 歌 - なりあ☆がーるず
双方共に第5話-第8話まで2番、第9話から3番の歌詞に変更された。
EDステージのバックスクリーンにはボツシーンが投影されている。

## 各話リスト
| 話数 | サブタイトル                             | 放送日        | 放送日        |
| 話数 | サブタイトル                             | アニさま      | 本編 (MX)     |
| ---- | ---------------------------------------- | ------------- | ------------- |
| #01  | それは不思議な出会いなり？               | 2016年 7月1日 | 2016年 7月7日 |
| #02  | 私たちは伝説の戦士なり？                 | 7月8日        | 7月14日       |
| #03  | ハピネスエネルギーをチャージするなり？   | 7月15日       | 7月21日       |
| #04  | 転校生は甘くて危険な恋の罠なり？         | 7月22日       | 7月28日       |
| #05  | めざせ！CMデビューなり？                 | 7月29日       | 8月4日        |
| #06  | さよなら おばあちゃん                    | 8月5日        | 8月11日       |
| #07  | 夏休みはいなほの別荘でバカンスなり？     | 8月12日       | 8月18日       |
| #08  | 4人目の魔法少女なり？                    | 8月19日       | 8月25日       |
| #09  | うららはひとりぼっちなり？               | 8月26日       | 9月1日        |
| #10  | 夢の舞台でエネルギーをフルチャージなり？ | 9月2日        | 9月8日        |
| #11  | 激突！冬将軍なり？                       | 9月9日        | 9月15日       |
| #12  | 魔法少女のいない世界                     | 9月16日       | 9月22日       |

## 放送局
メイキング
| 配信期間               | 配信時間           | 配信サイト        | 備考                                  |
| ---------------------- | ------------------ | ----------------- | ------------------------------------- |
| 2016年7月1日 - 9月16日 | 金曜 21:00 - 22:00 | ニコニコ生放送    | 『アニさま』約40分+『ラジさま』約20分 |
| 2016年7月29日 -        |                    | FRESH! by AbemaTV |                                       |

| 配信期間        | 配信時間           | 配信サイト   |
| --------------- | ------------------ | ------------ |
| 2016年7月22日 - | 金曜 21:00 - 22:00 | ビリビリ動画 |

アニメ本編
| 放送期間               | 放送時間                     | 放送局     | 対象地域 |
| ---------------------- | ---------------------------- | ---------- | -------- |
| 2016年7月7日 - 9月22日 | 木曜 0:05 - 0:15（水曜深夜） | TOKYO MX   | 東京都   |
| 2016年7月12日 -        | 火曜 1:35 - 1:45（月曜深夜） | サンテレビ | 兵庫県   |

| 配信期間       | 配信時間  | 配信サイト         | 備考 |
| -------------- | --------- | ------------------ | ---- |
| 2016年7月7日 - | 木曜 0:15 | ニコニコチャンネル |      |

## BD / DVD
| 巻 | 発売日         | 収録話          | 規格品番 |
| -- | -------------- | --------------- | -------- |
| 1  | 2016年9月23日  | 第1話 - 第3話   | SMIB-1   |
| 2  | 2016年10月28日 | 第4話 - 第6話   | SMIB-2   |
| 3  | 2017年2月24日  | 第7話 - 第9話   | SMIB-3   |
| 4  | 2017年3月24日  | 第10話 - 第12話 | SMIB-4   |

## 生ラジオ
『なりあ☆がーるずの生でラジオもつくるさま』
ニコニコ生放送で『なりあ☆がーるずの生でアニメをつくるさま』終了後に放送されたチャンネル会員限定のラジオ反省会生放送。全12回。
第4回よりアニさまと枠が分かれた。第5回より一般会員でも視聴できるようになり、アーカイブ動画も第1回および最新回が無料配信となった。
『なりあ☆がーるずの生で打ち上げもしちゃうさま』にてラジオの継続が発表された。
10月21日より第13回が配信開始され、第1・第3金曜日 21:00 - 22:00 の1時間番組。前半30分は無料、後半30分はチャンネル会員限定。
2017年1月19日（第18回配信分）より放送日時が、第1・第3木曜日 20:00 - 21:00 に変更。
2017年3月16日（第22回放送分）で最終回を迎え配信終了。

## 関連動画
ニコニコチャンネルでチャンネル会員限定配信。
『生でアニメをつくるさま 実写ダイジェスト』
ブース内の出演声優を収録。配信版はダイジェストで完全版はBlu-rayに収録。
『魔獣は語る ゲスト声優未公開アドリブパート』
ゲスト声優による本編未使用部分も含めたアドリブを収録。第2回から配信。
1. 魔獣は語る① ピンクの魔獣(CV:三森すずこ)編
2. 魔獣は語る② アイドルの魔獣(CV:大橋彩香)編
3. 魔獣は語る③ スポーツの魔獣(CV:鈴木達央)編
4. 魔獣は語る④ ぶりっ子の魔獣(CV:山本希望)編
5. 魔獣は語る⑤ 中途半端な田舎の魔獣(CV:杉田智和)編
6. 魔獣は語る⑥ メイドの魔獣(CV:西明日香)編
7. 魔獣は語る⑦ （ニセ）魔法少女の魔獣(CV:小松未可子)編
8. 魔獣は語る⑧ ひとりぼッチの猿の魔獣(CV:鈴村健一)編
9. 魔獣は語る⑨ キノコ狩りの魔獣(CV:明坂聡美)編
10. 冬将軍は語る(CV:保志総一朗)
11. 氷の女王は語る(CV:阿澄佳奈)

『生でアニメをつくるさま 生放送スタッフの裏側』
副調整室の現場スタッフによる舞台裏を収録。第2回から配信。